# 長尾尚人
長尾 尚人（ながお ひさと、1955年（昭和30年） -　）は、日本の経済産業官僚。

## 経歴
1980年に東京大学法学部を卒業後、通商産業省（現経済産業省）に入省。資源エネルギー庁、中小企業庁等の出向を経て、中部経済産業局長を最後に2009年に退官。その後は日本政策投資銀行常務執行役員を経て、2014年から電子情報技術産業協会専務理事。

### 年譜
- 1980年4月 - 通商産業省 入省
- 2001年1月 - 経済産業省 資源エネルギー庁 電力・ガス事業部 政策課長
- 2003年7月 - 経済産業省 中小企業庁 事業環境部 企画課長
- 2004年6月 - 経済産業省 通商政策局 通商政策課長
- 2005年9月 - 内閣府参事官（産業・雇用担当） 政策統括官（経済財政運営担当）付
- 2007年7月 - 経済産業省 中小企業庁 経営支援部長
- 2008年7月 - 経済産業省 中部経済産業局長
- 2009年7月 - 日本政策投資銀行 常務執行役員（企業金融第5部担当）
- 2014年 - 電子情報技術産業協会（JEITA） 専務理事

## 入省同期
- 立岡恒良（経済産業事務次官／三菱商事取締役）
- 石黒憲彦（経済産業審議官）
- 上田隆之（経済産業審議官、資源エネルギー庁長官）
- 佐藤樹一郎（経済産業研究所副所長、中小企業庁次長、日本貿易振興機構ニューヨーク事務所長／大分県知事）
- 永塚誠一（商務情報政策局長、近畿経済産業局長／日本自動車工業会副会長・専務理事、三菱ふそうトラック・バス 代表取締役会長）
- 浜田昌良（生物化学産業課長／参議院議員、復興副大臣）
- 眞鍋隆（経済産業研究所長／産業技術総合研究所理事、カケンテストセンター理事長）
- 赤津光一郎（東北経済産業局長／貿易研修センター専務理事、日本機械輸出組合専務理事）
- 杉田定大（中国経済産業局長、大臣官房審議官（貿易経済協力局担当）／日中経済協会専務理事、日興証券顧問）
- 後藤芳一（大臣官房審議官（製造産業局担当）／大阪大学大学院教授、東京大学大学院教授、機械振興協会副会長・技術研究所長）
- 今清水浩介（欧州中東アフリカ課長、日本貿易振興機構ジャカルタセンター長／情報処理推進機構理事、日本航空宇宙工業会専務理事、幕張メッセ代表取締役社長）
- 津上俊哉（公正貿易推進室長、在中国日本大使館参事官、北東アジア課長／日本国際問題研究所 客員研究員）
- 清川寛（立地環境整備課長、経済産業研究所上席研究員／国際超電導産業技術研究センター専務理事）
- 古賀茂明（古賀茂明政策ラボ代表）
- 西山英彦（経済産業省通商政策局審議官、環境省福島除染推進チーム次長／矢崎ブラジル有限会社副社長、大和エナジー・インフラ シニアアドバイザー）

## 参考
- 義兄は林芳正（内閣官房長官、外相、農水相、文科相、防相）。[信頼性要検証]